# Kolben (Gefäß)

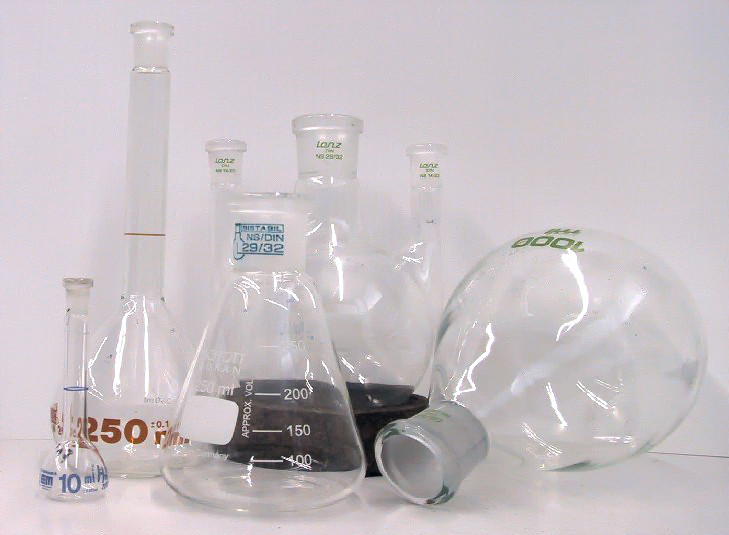
Verschiedene Glaskolben

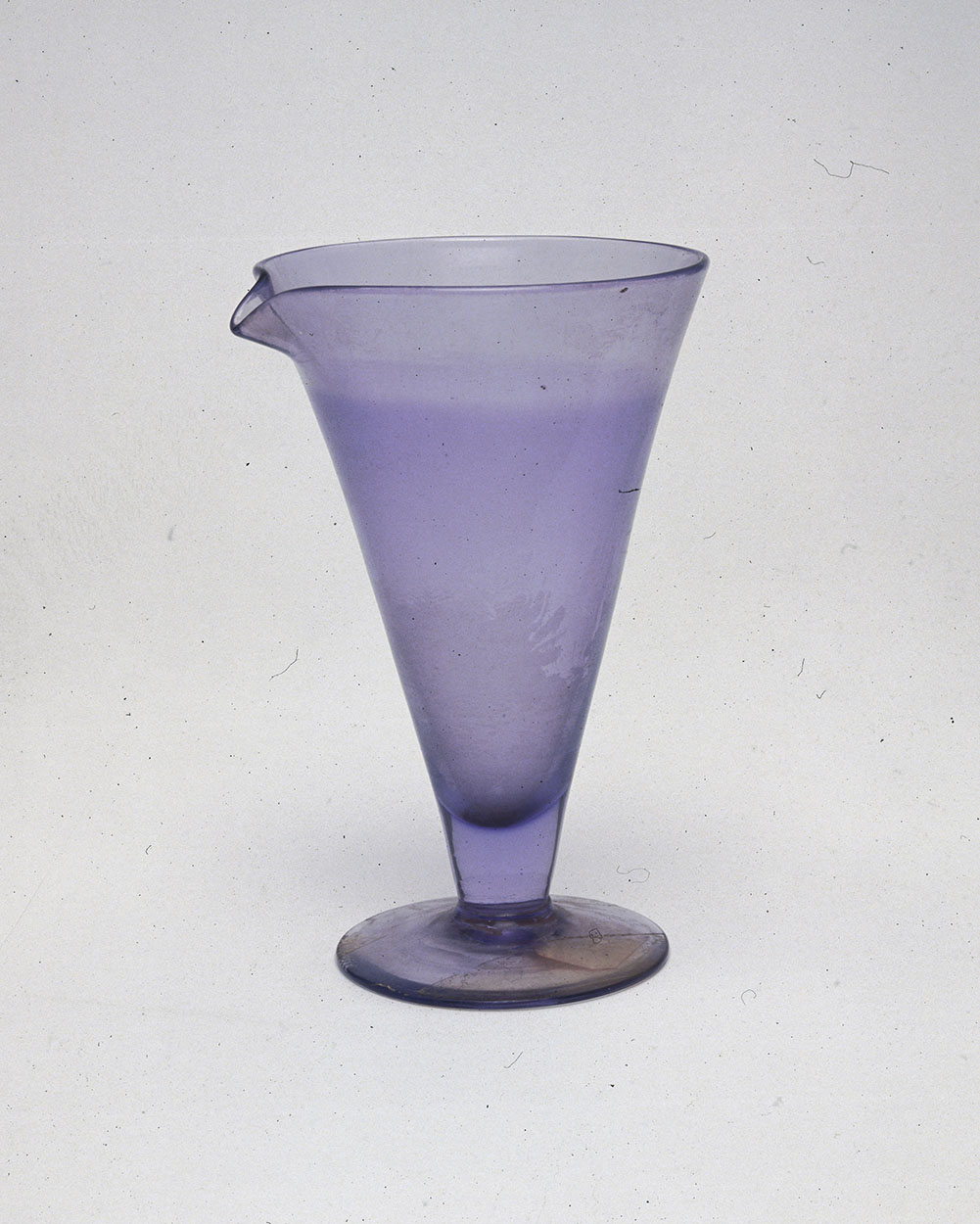
Glaskolben von Marie Curie.

In der Chemie beziehungsweise allgemein in Laboratorien werden bauchige Gefäße (meist Glasgefäße) als Kolben (von mittelhochdeutsch kolbe, „Kolben, Glaskolben“, als kolbenförmiges Glasgeschirr genannt auch kolbenglas) bezeichnet. Größe, Form und Material (zum Beispiel: Glas, Borosilikatglas, PE, Teflon) variieren je nach Verwendungszweck. Kolben, die zum Destillieren oder zum Erhitzen von Flüssigkeiten dienen, sind meist aus hitzebeständigem Borosilikatglas.
Die Abbildung zeigt von links nach rechts zwei verschieden große Messkolben (flacher Boden, auf bestimmte Volumina justiert, dienen beispielsweise zur Herstellung von Maßlösungen), einen Erlenmeyerkolben (flacher Boden und weiter Hals zum Beispiel zur Titration), einen Dreihalskolben (Reaktionsgefäß) und einen Rotationsverdampferkolben (zum Abdampfen von Flüssigkeiten bei erhöhter Temperatur und Vakuum). Daneben gibt es viele weitere Ausführungsformen von Glaskolben: Stehkolben (ähnelt einem Rundkolben, jedoch mit einem ebenen Boden), Birnen- oder Walter-Kolben, Kjeldahl-Kolben (Verwendung in der Analytik zur Stickstoffbestimmung nach Kjeldahl), Zweihalskolben und Dreihalskolben (Verwendung in der Synthese) und Spitzkolben (zur Verwendung als Auffanggefäße unter einer Spinne). Die meisten dieser Kolben sind mit einem Normschliff versehen, so dass ein einfacher Einbau in komplizierte Glasapparaturen möglich ist.

## Elektrotechnik
In der Elektrotechnik stellt ein Kolben die Trennung zwischen der für den Menschen gewohnten Gasgemische der Erdatmosphäre und einer besonderen, für den jeweiligen Einsatzzweck hergestellten Umgebung im Kolbeninneren (Vakuum, Luft-, Dampf- oder Gasfüllung mit Edelgasen niedrigen Drucks, z. B. Quecksilberdampf) her. Meist bestehen diese aus Glas, oder Keramik, seltener aus Metall (Stahl). Die Materialien müssen hinreichend gasdicht sein und mechanischen Belastungen standhalten (Druckunterschied!). Elektrische Verbindungen werden mittels eingeschmolzener oder isoliert geführter Durchführungsdrähte hergestellt. Beispiel: Quetschfuß. Der Begriff Kolben ist bei Glühlampen, älteren Elektronenröhren, Kathodenstrahlröhren und Quecksilberdampfgleichrichtern durch deren oft bauchige Form sehr anschaulich dargestellt.